# Dregowicze

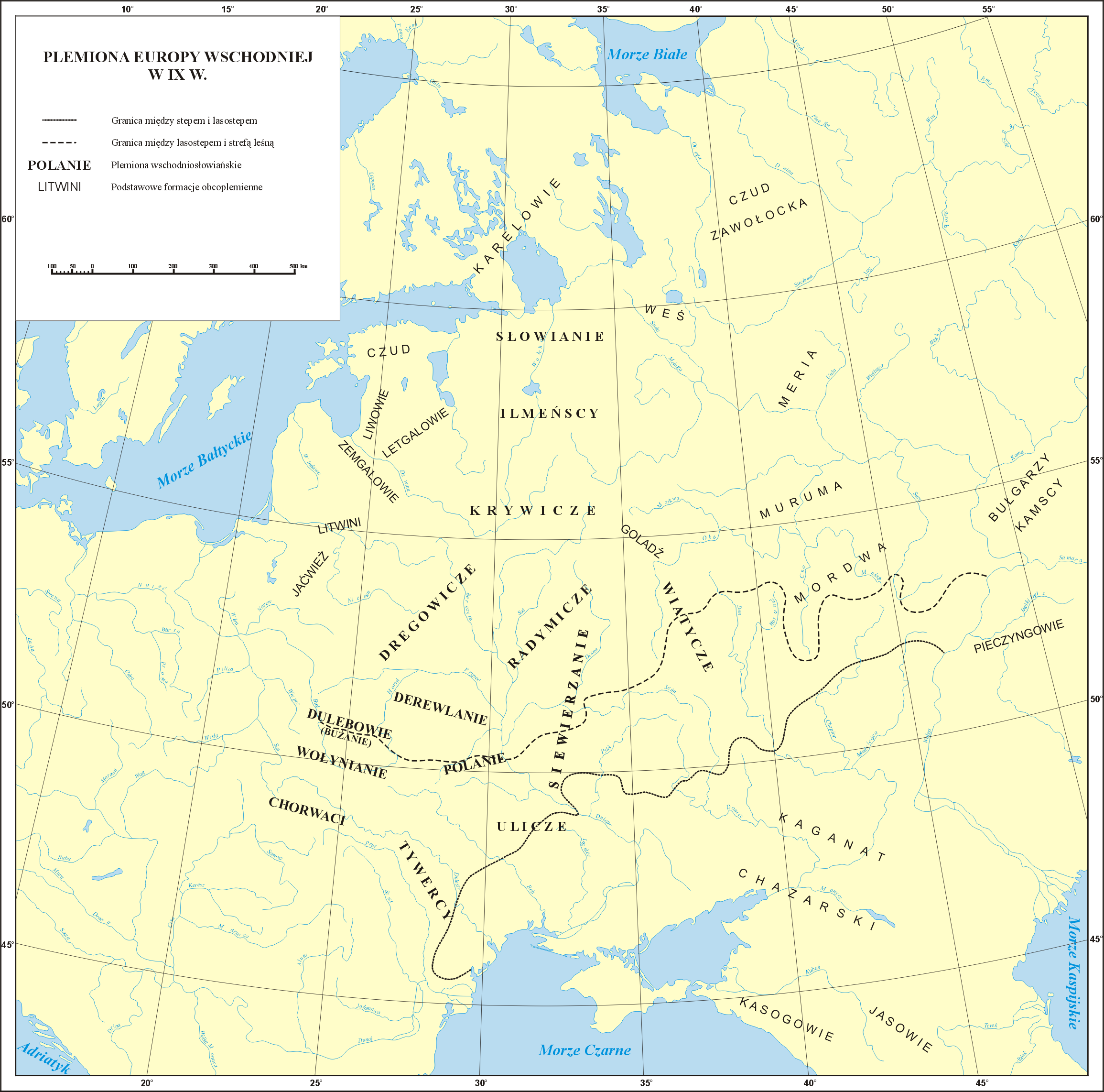
Plemiona słowiańskie w VIII–X wieku

Dregowicze, Drogowicze – plemię wschodniosłowiańskie zamieszkujące od IX do XII wieku tereny dzisiejszej Białorusi. 

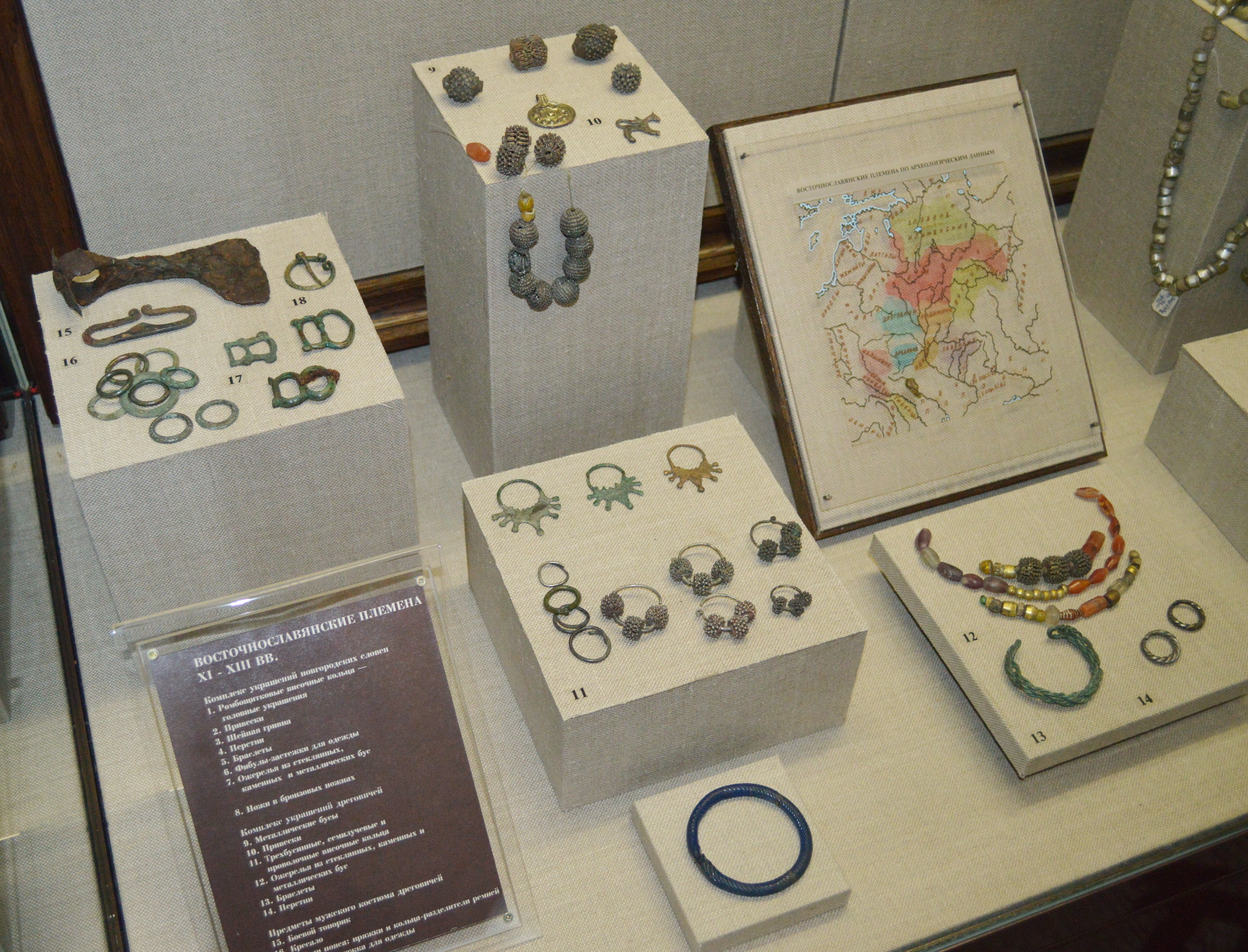
Elementy męskiego stroju Dregowiczów: topór bojowy, krzemień, zestaw biżuterii Dregowiczów: metalowe koraliki, wisiorki, trój-, siedmioramienne i druciane kolczyki do skroni.

## PrzeEtymologia
Nazwa plemienia najprawdopodobniej pochodzi od prasłowiańskiego słowa „*drъgъva” (występującego jedynie w języku południowobiałoruskim jako „dregva” i północnoukraińskim jako „dragva, dryagva”, które jest zapożyczeniem z języków bałtyckich „dreguva” oznaczającego „ bagno”, "moczar", "błoto"), ponieważ Dregowicze w dużym stopniu zamieszkiwali tereny bagienne.

## Historia
Na ziemie dzisiejszej Białorusi przybyli w drugiej połowie I tysiąclecia ze strefy lessowej na Wołyniu, wyparci stamtąd przez ludy tureckie. Około IX wieku Dregowicze przeszli na gospodarkę rolniczą i hodowlaną. Wodne szlaki handlowe na ziemi Dregowiczów wzdłuż Prypeci i Bugu sprzyjały rozwojowi handlu pomiędzy Słowianami zachodnimi a arabskim Wschodem.  
Pierwsza wzmianka o Dregowiczach znajduje się w kronice Powieść minionych lat (ok. 1113), gdzie wymienieni są wśród 12 plemion. W De Administrando Imperio (napisanej pomiędzy 948 a 952) autorstwa Konstantyna Porfirogenety znajduje się wzmianka o „δρουγουβίται”, „Drougoubitai”. 
Wzmianki o Dregowiczach pojawiają się w latopisach po raz ostatni pod rokiem 1149. 
Rozpoznano zabytki archeologiczne Dregowiczów na które składają się pozostałości osad rolniczych, kurhany z kremacjami i niewielkie gródki. Charakterystyczną cechą identyfikującą osady Dregowiczów są metalowe kule pokryte granulacją. 

## Granice
Granice ziem dregowickich zakreślały rzeki na południu Prypeć, na wschodzie Dniepr, na północy Dźwina i Niemen, na zachodzie Bug. Sąsiadowali od południa z Drewlanami (przypuszczalnie był to odłam Dregowiczów znad południowego Polesia) i Dulebami, na wschodzie z Radymiczami, na północy z Krywiczami, na północy z Jaćwięgami, na północnym zachodzie z Mazowszanami i Lędzianami.